# Fassadenmonteur
Der Fassadenmonteur ist in Deutschland ein staatlich anerkannter Ausbildungsberuf nach dem deutschen Berufsbildungsgesetz.

## Ausbildungsdauer und Struktur
Die Ausbildungsdauer zum Fassadenmonteur beträgt in der Regel drei Jahre. Die Ausbildung erfolgt an den Lernorten Betrieb und Berufsschule. Der Beruf ist als Monoberuf ausgelegt.

## Arbeitsgebiete
Fassadenmonteure bringen Fassadenelemente aus Metall, Keramik und Naturstein an Bauwerken an. Sie bereiten dazu die erforderliche Unterkonstruktion vor, dämmen bei Bedarf die Fassade und montieren anschließend die Elemente. Neben Fassadenelementen können sie auch Sonnenkollektoren,  Photovoltaikelemente oder Fassadenbegrünungen anbringen. Die Installation von Blitzschutzanlagen gehört ebenfalls zu ihrem Tätigkeitsgebiet.